# Bat3
Bat3 (anteriormente BatCub), es un servicio de ferry en la ciudad de Burdeos, que une las dos orillas de río Garona, entre los embarcaderos de Stalingrad y Lormont−Bas.

## Historia
El servicio fue inaugurado el 2 de mayo de 2013. Desde entonces, tan sólo se han realizado ajustes en los horarios, puesto que no se ha ampliado el servicio.

## Recorrido
El Bat3 comienza su recorrido en el embarcadero de Stalingrad, en la orilla derecha del río Garona, en Burdeos, cerca del Puente de Piedra. Desde allí, cruza el río para dirigirse al embarcadero de Quinconces, en la orilla izquierda, pasando por delante de la place de la Bourse. Una vez allí, continua por la orilla izquierda para dar servicio a los embarcaderos de Les Hangars y Cité du Vin. A continuación, vuelve a cruzar el río para llegar a la orilla derecha y terminar su recorrido en el embarcadero de Lormont—Bas.

### Correspondencias
- en Stalingrad
- en Quinconces, Les Hangars y Cité du Vin
- en Quinconces
- en Quinconces

## Infraestructura

### Servicios totales
En la línea operan los siguientes servicios:
- Stalingrad ↔ Lormont—Bas

### Servicios parciales
- Stalingrad ↔ Quinconces

### Depósitos deLormont—Bas
Los ferris se guardan en los depósitos de Lormont—Bas, junto al embarcadero homónimo, en Lormont, en la orilla izquierda del río Garona desde su inicio.

### Fuente de energía
Los barcos de esta línea poseen un motor eléctrico, que se recarga al final de cada viaje. Además, en los viajes sentido Lormont—Bas, la fuerza de la corriente actúa como propulsor del barco.

## Estaciones
|  |  |   |  |  | Estación    | Municipio | Correspondencia                                 |  |
|  |  | - |  |  | ----------- | --------- | ----------------------------------------------- |  |
|  |  | ■ |  |  | Stalingrad  | Burdeos   | 10 24 27 28 45 80 91 92 401 402 403 404 405 501 |  |
|  |  | ■ |  |  | Quinconces  | Burdeos   | 2 3 6 26 29 47 302 601 703                      |  |
|  |  | ■ |  |  | Les Hangars | Burdeos   | 45                                              |  |
|  |  | ■ |  |  | Cité du Vin | Burdeos   | 7 32 45                                         |  |
|  |  | ■ |  |  | Lormont—Bas | Lormont   | 7 40 91 92                                      |  |

## Explotación de la línea

### Tiempo
En general, el tiempo que se tarda en realizar los recorridos más transitados es el siguiente:
- Lormont—Bas ↔ Cité du Vin (12 minutos)
- Lormont—Bas ↔ Les Hangars (21 minutos)
- Lormont—Bas ↔ Quinconces (32 minutos)
- Lormont—Bas ↔ Stalingrad (36 minutos)

## Futuro
No hay ninguna extensión prevista para esta línea, al menos de momento.